# Gaio Giulio Antioco Epifane Filopappo
Gaio Giulio Antioco Epifane Filopappo (in latino Gaius Iulius Antiochus Epiphanes Philopappus; in greco antico: Γάϊος Ἰούλιος Ἀντίοχος Ἐπιφανής Φιλόπαππος?; Samosata, 65 – Atene, 116) è stato un principe del regno di Commagene che visse nell'Impero romano tra il I e il II secolo e uno dei greci più prominenti del mondo romano.

## Biografia

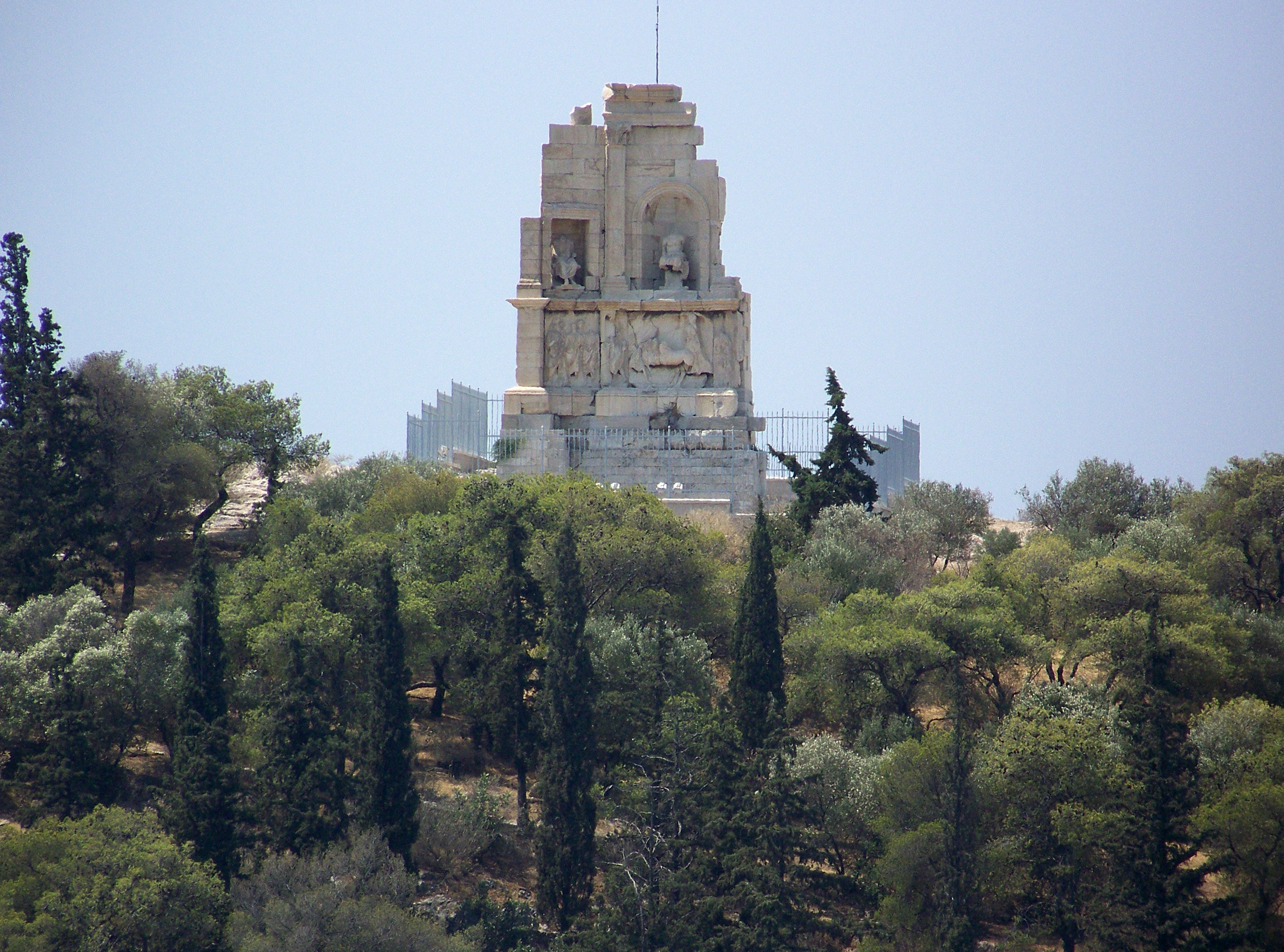
Il monumento di Filopappo, eretto ad Atene in memoria di Filopappo dalla sorella Giulia Balbilla e dai cittadini ateniesi.

Filopappo era il figlio primogenito del principe di Commagene Gaio Giulio Archelao Antioco Epifane e di una donna egiziana di origine greca, Claudia Capitolina. Aveva una sorella minore, Giulia Balbilla, che fu poetessa e amica dell'imperatore Adriano e di sua moglie Vibia Sabina.
La sua famiglia aveva nobili origini, discendendo dalla dinastia seleucide e tolemaica, imparentata con le famiglie reali d'Armenia e della Media. I nonni paterni furono il re Antioco IV di Commagene e Giulia Iotapa, entrambi discendenti di Antioco I Teo (62-36 a.C.), sovrano di Commagene. Il nonno materno era Tiberio Claudio Balbillo, astrologo e studioso, poi prefetto d'Egitto, figlio dell'astrologo Trasillo di Mende, amico degli imperatori romani Tiberio, Claudio e Vespasiano.
Nacque a Samosata, capitale del regno di Commagene, alla corte del nonno Antioco IV. Ricevette il nome di Gaio Giulio Antioco Epifane, mentre il suo soprannome, Filopappo («che ama il proprio nonno») gli fu dato per la sua vicinanza ad Antioco IV. Nel 72 il sovrano di Commagene fu accusato di tradimento dal governatore romano della Siria, Lucio Cesennio Peto; l'imperatore Vespasiano ordinò allora ad Antioco di rinunciare al trono, ma Antioco Epifane e suo fratello Callinico tentarono una breve resistenza, per poi fuggire con la famiglia presso i Parti. Antioco IV riuscì a convincere l'imperatore della propria lealtà, e una scorta romana fu inviata ad accompagnare le famiglie di Antioco Epifane e Callinico fino a Roma, dove Antioco visse con la propria famiglia fino alla morte, avvenuta qualche anno dopo, e dove nacque Giulia Balbilla.
La famiglia di Antioco Epifane si trasferì ad Atene; dopo la sua morte, avvenuta nel 92, Claudia Capitolina tornò in Egitto, nella sua città natale, Alessandria; qui si sposò per la seconda volta, con Marco Giunio Rufo. Balbilla restò per qualche tempo con la madre, poi raggiunse il fratello Filopappo ad Atene.
Per tutta la propria vita, Filopappo ritenne di avere lo status di un monarca. Ad Atene, ove rimase fino alla morte, divenne un benefattore rispettato e prominente, assumendo incarichi civici, politici e religiosi, divenendo amico di filosofi e conoscendo lo storico Plutarco. Aveva la cittadinanza sia di Atene sia di Roma, e servì come arconte della città greca, poi due volte come corego (produttore di un coro), una volta come agonoteta (magistrato incaricato di organizzare i giochi) e membro del demo di Besa; tra il 105 e il 116 fu fatto membro del collegio degli Arvali.
Appartenente alla classe sociale più privilegiata del mondo romano, divenne amico dell'imperatore Traiano e del suo erede, Adriano, di cui conobbe anche le famiglie. Traiano lo promosse a membro della guardia pretoriana e, successivamente, lo nominò senatore, sebbene né suo padre né suo nonno lo fossero stati; servì come console suffetto nel 109.
Filopappo morì nel 116. La sorella Giulia Balbilla e i cittadini di Atene decisero di dedicargli un monumento sulla collina del Mouseion, poi nota come «collina di Filopappo», a sud-ovest dell'acropoli di Atene; il monumento di Filopappo è tutt'oggi conservato.